# Moulay Idriss (plaats)
Moulay Idriss of Moulay Idriss Zarhoun (Arabisch: مولاي إدريس, Berbers: ⵎⵓⵍⴰⵢ ⴷⵔⵉⵙ ⵣⵕⵀⵓⵏ) is een kleine stad ten noorden van de Marokkaanse stad Meknes. Deze stad is vernoemd naar de emir Idris I. Idriss I kwam aan in 789, die de islam met zich meebracht en een nieuwe dynastie oprichtte. Deze dynastie was de dynastie van de Idrissiden. Naast dat deze stad naar hem is vernoemd, is hij ook de oprichter van Fez, samen met zijn zoon Idris II.

## Status
Voor sommige Marokkanen is dit plaatsje een bedevaartsplaats omdat een van de nakomelingen van de islamitische profeet hier ligt begraven. Ook is dit een belangrijke plek voor de mensen die behoren tot de Idrissiden stam. De stad wordt gekenmerkt door de smalle straatjes, die je ook terug kunt zien in de stad Fez. Moulay Idriss is lange tijd verboden geweest voor niet-moslims; pas vanaf 1916 kunnen ook niet-moslims dit stadje bezoeken. Wel zijn nog verschillende plaatsen verboden voor niet-moslims, zoals de moskeeën.
De ruïnes van de Romeinse stad Volubilis liggen hier vlakbij.

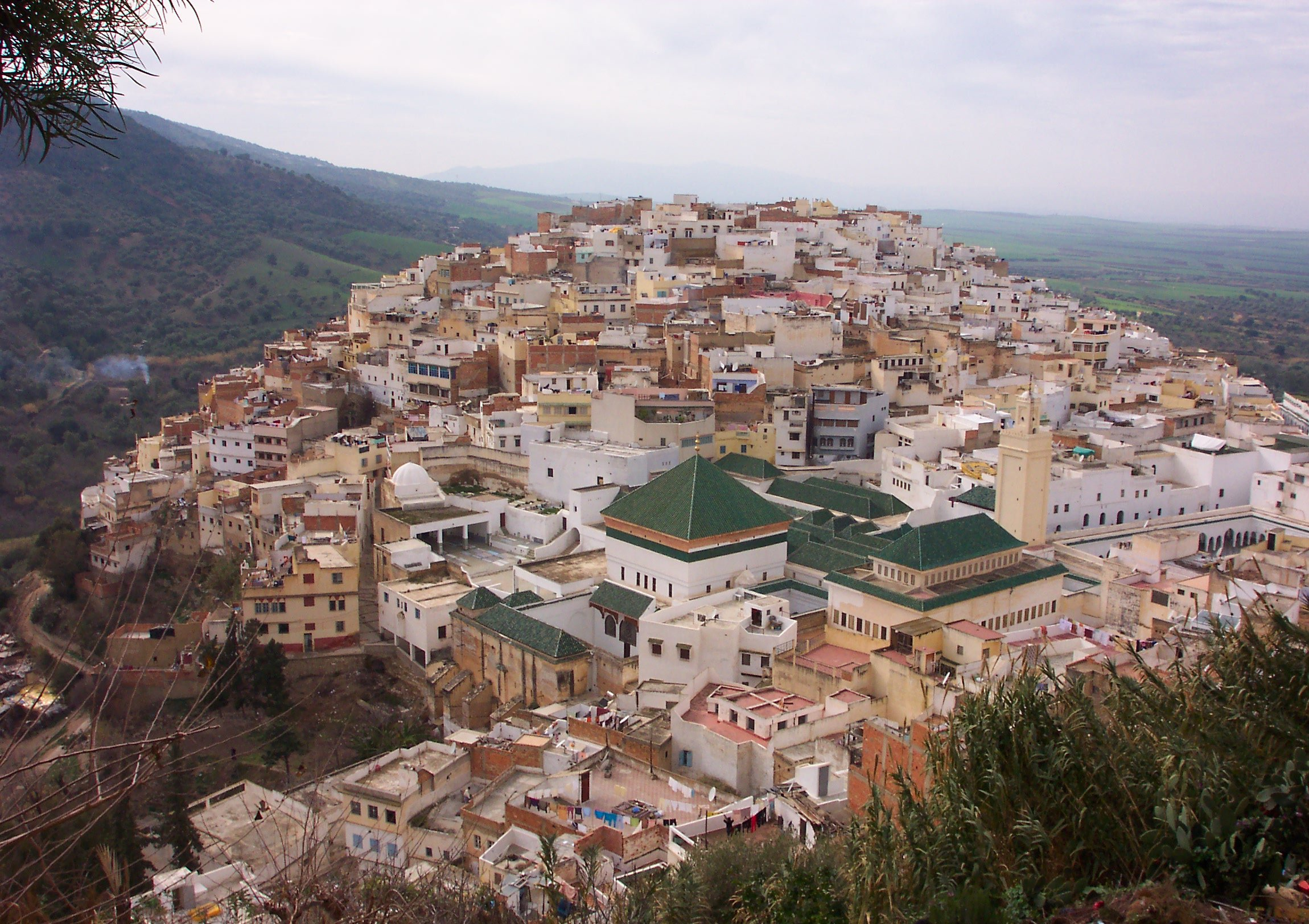
Gezicht op Moulay Idriss